# Burcht Edenserloog
De Burcht Edenserloog (Duits: Burg Edenserloog) ligt in de buurtschap Edenserloog op een terp bij de plaats Werdum, in de deelstaat Nedersaksen in Duitsland.

## Geschiedenis
Volgens legendes zou de burcht Edenserloog (ook wel bekend onder de naam Schinkenburg) gebouwd zijn in 1191, als bescherming tegen de zwervende Noormannen. Echter, historische bronnen (zie onder) geven aan dat Reent de Oudere de burcht bouwde in 1420. In eerste instantie was het een steenhuis. Dit steenhuis werd in de Middeleeuwen verbouwd tot een burcht. De familie Von Werdum liet de burcht met verdedigingstorens en een gracht bouwen. De toegangspoort bevond zich aan de zuidkant. Later is de burcht in gebruik geweest als boerderij. Daarbij is aan het begin van de 18e eeuw de woontoren afgebroken. De westvleugel, die behouden is gebleven, stamt nog uit de middeleeuwen. Hij is tegenwoordig in privébezit en bewoond; de vleugel kan sinds de zomer van 2009 worden bezichtigd. In het kasteel zijn twee fraaie vertrekken aanwezig; in één daarvan, de Grote Salon, staat een met Delftse tegels bedekte tegelkachel, die dateert uit 1737.
Uit jaarringenonderzoek is vast komen te staan, dat de plafondbalken van het nog bestaande deel van de burcht uit omstreeks 1460 dateren.
Een belangrijke bewoner van de Burcht Edenserloog was Ulrich von Werdum (* 1 januari 1632; † 20 maart 1681). Deze was hoofdeling van Werdum, Inhausen en Roffhausen, alsmede rond 1670 diplomaat in Zweedse dienst. Aan hem worden enige historische geschriften over Oost-Friesland toegeschreven, waaronder „Series familiae Werdumanae“, een familiekroniek.  
De bijnaam Schinkenburg gaat op de volgende overlevering terug:
Tijdens de Dertigjarige Oorlog zou het kasteel belegerd zijn geweest door troepen van Peter Ernst II van Mansfeld. De belegerden moesten door uithongering tot overgave van de burcht gedwongen worden. Maar de mannen van Werdum pasten een krijgslist toe:  ze staken hun laatste ham (Duits: Schinken) aan een staak omhoog uit de schoorsteen. Daarop trokken de troepen van Mansfeld af, daar ze geloofden, dat er nog voldoende proviand in het kasteel was, en een verdere belegering geen zin had. Een soortgelijk verhaal wordt over een middeleeuwse belegering van het stadje Esens verteld.